# Torre de Alloa

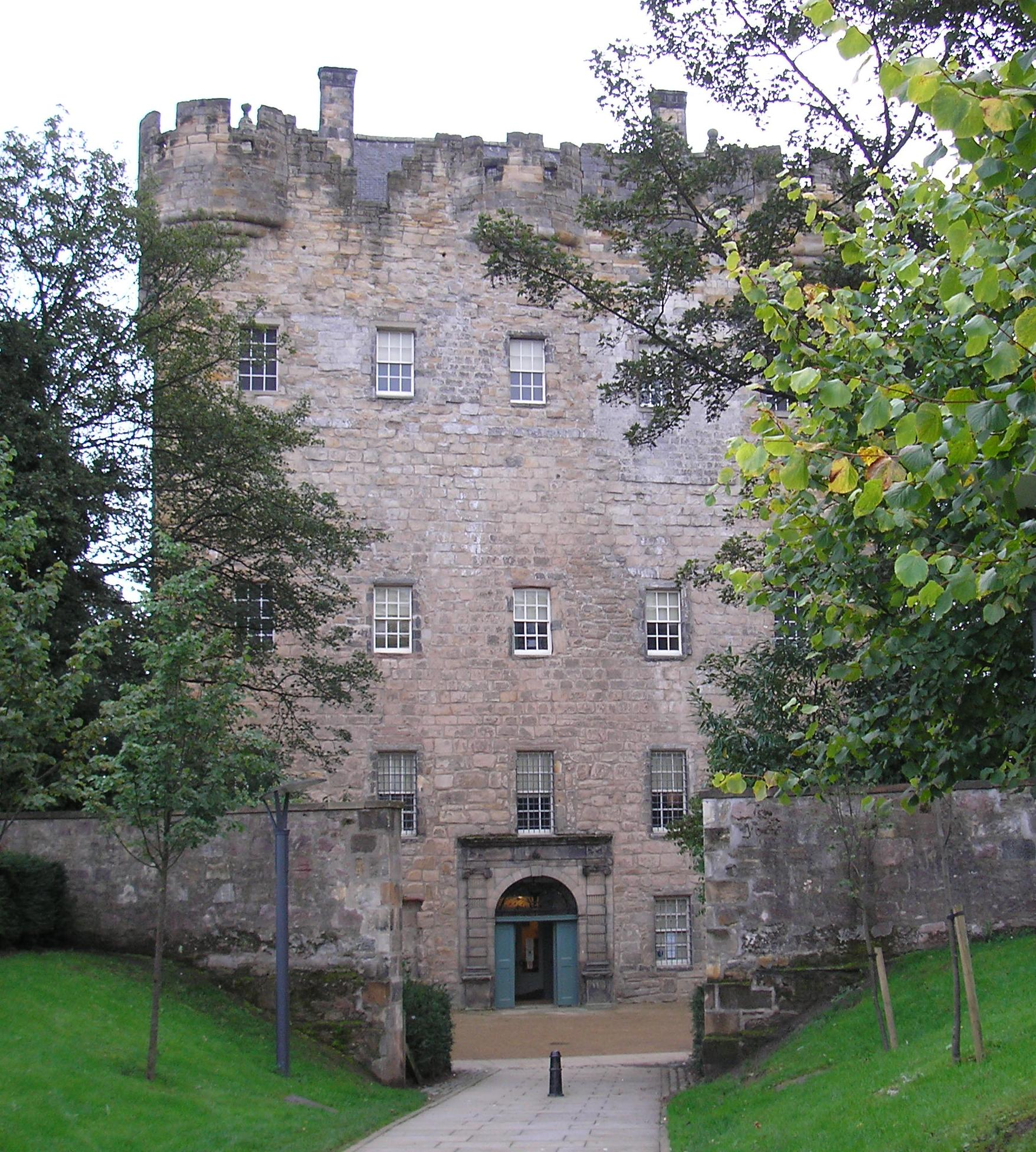
Torre de Alloa, Escócia.

A Torre de Alloa localiza-se em Alloa, Clackmannanshire, na Escócia.
Trata-se da torre remanescente da residência medieval do Clã Erskine, condes de Mar. Atualmente é mantida pelo National Trust for Scotland.
Trata-se de uma das torres mais antigas e de maiores dimensões na Escócia. Remonta ao século XIV, com traça do arquiteto John Melvin.
Passou por extensas reformas ao longo de sua história, conservando entretanto alguns aspectos como o telhado de madeira e as suas ameias originais. A partir do século XVII foram-lhe adossados outros edifícios, que atualmente foram demolidos.